# Похитители трупов в Великобритании

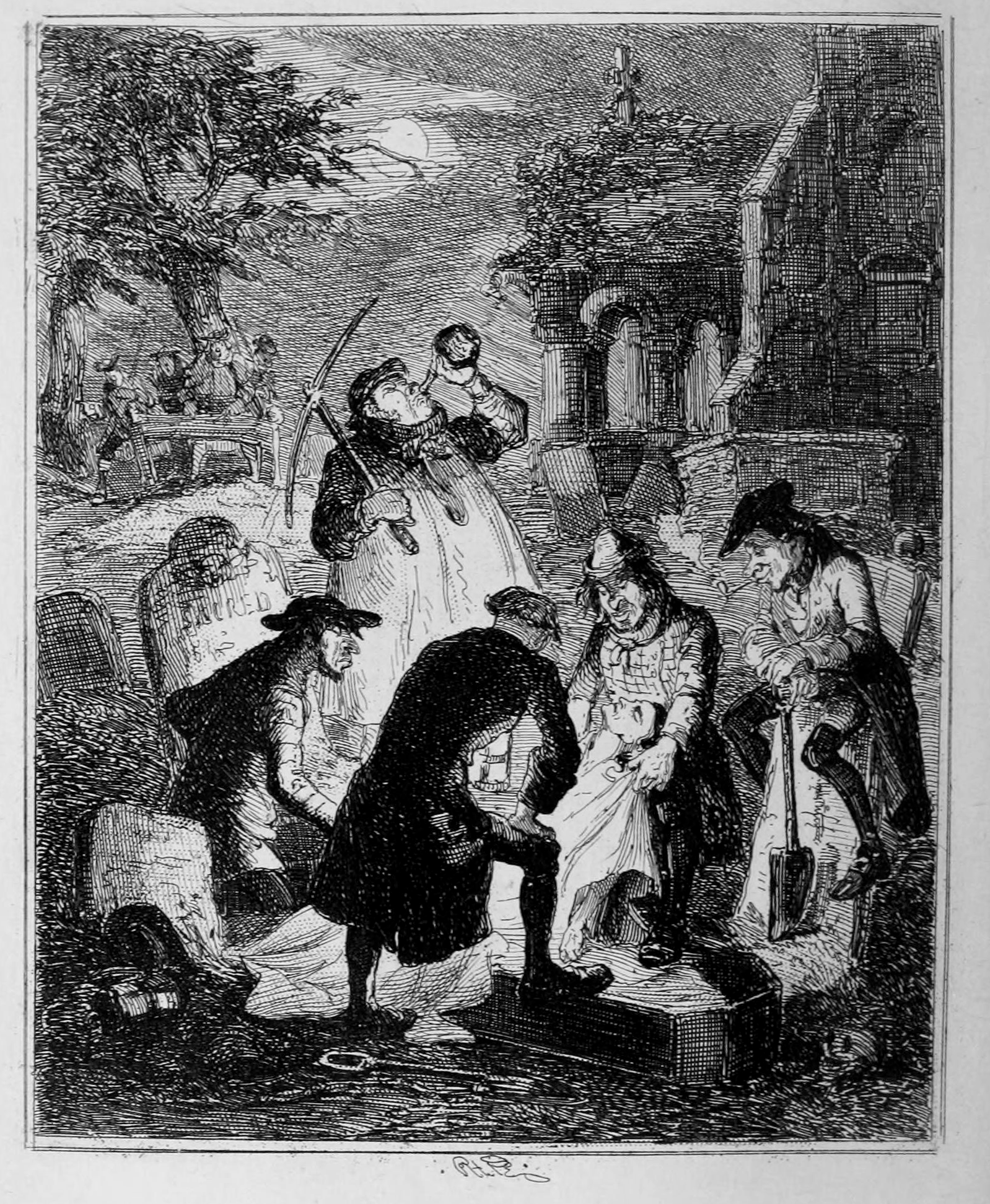
Хэблот Найт Браун. Похитители трупов (1847). Иллюстрация к рассказу о Джоне Холмсе (John Holmes) и Питере Уильямсе (Peter Williams), публично изгнанных в 1777 году из Холборна в Сент-Джайлс (Лондон) за извлечение трупов из могил

Похитители трупов (англ. resurrectionists, букв. «воскрешатели»; также body snatchers, букв. «похитители тел») — лица, занимавшиеся в Великобритании XVIII—XIX веков извлечением из могил тел недавно умерших и передачей их учёным для анатомических исследований. Между 1506 и 1752 годами в распоряжении анатомов ежегодно оказывалось лишь небольшое количество трупного материала. Положение улучшилось, когда, стремясь усилить сдерживающий эффект смертной казни, британский парламент принял Акт об убийстве (1752). Новый закон позволил судьям заменять публичный показ тел мёртвых или умирающих казнённых преступников препарированием (традиционно расценивавшимся как «ужасная» посмертная участь), после чего количество трупов, к которым анатомы могли получить доступ на законных основаниях, значительно увеличилось. Этого, однако, оказалось недостаточно, чтобы удовлетворить потребности множества больниц и учебных центров, открывшихся в Великобритании в XVIII веке. Трупы и их части стали товаром — и хотя деятельность грабителей могил вызывала негодование у широкой общественности, в юридическом смысле тела умерших не являлись ничьей собственностью. Таким образом, похитители трупов действовали в правовой серой зоне.
Тем не менее «воскрешатели», пойманные за своим занятием, рисковали подвергнуться физическому нападению. В число мер, предпринимавшихся против похитителей, входило обеспечение повышенной безопасности на кладбищах. Места захоронений патрулировались ночными дозорами; богатые хоронили умерших родственников в особых «безопасных» гробах; могилы ограждались от вторжения дополнительными препятствиями наподобие массивных железных решёток-мортсейфов и тяжёлых каменных плит. Похитители трупов были не единственной мишенью для общественного остракизма: в глазах публики парламентский акт 1752 года сделал самих анатомов агентами закона, злонамеренно принуждающими суды к вынесению смертных приговоров. Беспорядки на местах казней, откуда анатомы собирали причитавшийся им трупный материал, стали обычным явлением.
Обстановка накалилась до предела после серии «анатомических убийств», совершённых в 1828 году в Эдинбурге ирландскими иммигрантами Уильямом Бёрком и Уильямом Хэром. Ответной мерой парламента стало учреждение в том же году Специального комитета по анатомии, в отчёте которого подчёркивалась важность анатомической науки и рекомендовалась передача анатомам для вскрытия тел умерших нищих. После разоблачения в 1831 году банды лондонских «бёркеров», действовавших по примеру Бёрка и Хэра, парламент обсудил законопроект, представленный автором отчёта Специального комитета Генри Уорбертоном. Несмотря на то, что законопроект по-прежнему не объявлял похищение тел незаконным, принятый на его основе парламентский акт окончательно устранил предпосылки для деятельности похитителей трупов, предоставив анатомам доступ к телам умерших обитателей работных домов.